# Une fleur dans les ruines
Pour plus de détails, voir Fiche technique et Distribution.
Une fleur dans les ruines (The Greatest Thing in Life) est un film américain réalisé par D. W. Griffith, sorti en 1918.

## Fiche technique
- Titre original : The Greatest Thing in Life
- Titre français : Une fleur dans les ruines
- Réalisation : D. W. Griffith
- Scénario : D. W. Griffith, Lillian Gish et Stanner E.V. Taylor
- Photographie : G.W. Bitzer
- Pays d'origine : États-Unis
- Format : Noir et blanc - 1,33:1 - Film muet
- Genre : drame
- Date de sortie : 1918

## Distribution
- David Butler : Mr. Le Bebe
- Lillian Gish : Jeannette Peret
- Robert Harron : Edward Livingston
- Peaches Jackson : Miss Peaches
- Elmo Lincoln : le soldat américain
- Edward Peil Sr. : l'officier allemand
- Kate Bruce : la tante de Jeannette